# Aneinu
El Aneinu, también traducido como Anenu, que en hebreo significa "respóndenos" es una plegaria judía, en la cual se le pide a Dios perdonar y proteger a sus hijos. Es comúnmente recitada por el Jazán en días de ayuno religioso como el Ayuno de Godolías, el Ayuno del 10 de Tevet, Taanit Ester, el Ayuno del 17 de Tamuz, y Tisha b'Av. Se agrega a la Amidá.
La oración suele ser agregada durante el servicio en estos días de ayuno en el rezo de la tarde. También se dice Anenu entre los días de Teshuvá durante las Selijot.

## Traducción al español
"Respóndenos (anenu) nuestro padre, respóndenos, en el día de abstinencia, el ayuno éste porque en aflicción grande estamos. No prestes atención a nuestra maldad y no te desentiendas Nuestro rey de nuestras peticiones. Por favor, no te alejes de nuestro clamor; antes que llamemos de Ti tu responderás; hablaremos y Tu oirás, porque está dicho: ‘Y así será que cuando ellos llamen, yo responderé; cuando ellos hablen, Yo oiré.’ Porque tu, Adonai, eres El que redime y salva y en todo momento de aflicción y obsesión".
Solamente el Jazán dice esta parte:

"Bendito seas Tú, Adonai, quien responde a Su pueblo Israel en momentos de angustia."